# Осока притиснута
Осока притиснута (Carex depressa) — вид квіткових рослин родини осокових (Cyperaceae). Ареал: Європа та Середземноморсько-Каспійський регіон (Алжир, Австрія, Болгарія, Словаччина, Франція (у т. ч. Корсика), Угорщина, Іран, Італія, Марокко, Північний Кавказ, Литва, Польща, Португалія, Румунія, Іспанія, Азербайджан, Вірменія, Грузія, Туніс, Туреччина (у т. ч. європейська), Україна (у т. ч. Крим), Сербія). Це багаторічний або кореневищний геофіт, що росте передусім у помірному біомі.

## Біоморфологічна характеристика
Багаторічна рослина, (2,5)10–40(50) см, гола, з дернистою основою, з короткими кореневищем. Стеблина тупотрикутна, коротше або довше листя. Листки чергові, сидячі, з листковими піхвами, шорсткі, (1)2–4(5) мм ушир. Кінцевий чоловічий колосок поодинокий, (5,5)10–25(30) мм, довгастий, червонуватий, з гострими лусочками. Жіночі колосочки (6)9–20(22,5) мм, яйцювато-довгасті, багатоквіткові, щільні, 1–3(5) біля чоловічого колосочка. У чоловічих квітках зазвичай 3 тичинки. Плодові мішечки коричневі, запушені, найчастіше 2–3 мм завдовжки, яйцювато-еліптичні, з неяскравим жилкуванням, з конічним дзьобом, утричі коротшим за них, перевищеним лускою. Цвіте квітень — липень.